# Henri Delassus
Henri Joseph Delassus (Estaires, 12 aprile 1836 – Saméon, 6 ottobre 1921) è stato un presbitero, scrittore e teologo francese.

## Biografia
Padre Delassus nasce il 12 aprile 1836 a Estaires, in Francia. Ordinato sacerdote nel giugno 1862 a Cambrai, esercita il ministero prima come vicario a Valenciennes, nella parrocchia di Saint-Géry, poi è a Lille, nel 1869 a Sainte Cathérine, e nel 1872 a Sainte Marie Madelaine. Nel novembre 1874 è nominato cappellano della basilica di Notre Dame de La Treille, a Lille. Nel 1875 diventa direttore del settimanale La semaine religieuse de Cambrai. Canonico onorario nel 1882, prelato domestico nel 1904, nel 1911 è promosso protonotario apostolico e nel 1914 diventa canonico dell'appena eretta diocesi di Lilla e decano del capitolo della cattedrale. Formatosi sotto Pio IX (1846-1878), Delassus esercita la maggior parte del suo ministero sotto Leone XIII (1878-1903) e Pio X (1903-1914). Durante il pontificato di Leone XIII entra in contrasto con la scuola cattolico-democratica. Sono celebri i suoi attacchi contro il congresso ecclesiastico di Reims (1896) e il congresso della Democrazia Cristiana (1897) che causarono numerose e accese dispute. Durante il pontificato di Leone XIII e sotto Pio X, monsignor Delassus diventa membro del «Sodalitium Pianum», l'organizzazione di cattolici integrali creata da monsignor Umberto Benigni (1862-1934). Delassus muore sotto il pontificato di Benedetto XV (1914-1922) il 6 ottobre 1921, a Saméon.

## Pensiero
La sua opera di scrittore e teologo è rivolta soprattutto alla pubblicazione di scritti dalle posizioni fortemente antagoniste verso massoneria, comunismo, anarchia, giudaismo e mondialismo. Delassus peraltro utilizza il termine antisemitismo non nel moderno senso dispregiativo di uso comune, spesso di matrice razziale, quando piuttosto in quello di un antigiudaismo di carattere teologico.
Ha più volte denunciato le premesse di una mondializzazione e il profilarsi di un governo mondiale, per effetto di una cospirazione di matrice massonico-giudaica, il cui scopo fondamentale sarebbe la distruzione integrale della Chiesa cattolica.

## Il problema dell'ora presente
È considerato un autore di culto negli ambienti cattolici tradizionalisti e conservatori soprattutto a causa della sua opera principale, "Il problema dell'ora presente", considerata negli stessi ambienti la "vera somma del pensiero cattolico controrivoluzionario".
L'opera si presenta solitamente costituita da due volumi, a causa delle sue dimensioni non indifferenti (oltre il migliaio di pagine):
1. Il problema dell'ora presente, Parte prima: Guerra alla Civiltà Cristiana
2. Il problema dell'ora presente, Parte seconda: La Rinnovazione e le sue Condizioni

Il primo volume tratta del presunto complotto contro la Chiesa e la Cristianità. L'autore svolge in esso i temi:
1. della rivoluzione figlia dell'Umanesimo e del Rinascimento, che dichiara guerra alla religione e all'ordine sociale;
2. del problema della Massoneria, considerata "collettore" di tutte le sette che si accaniscono contro la Chiesa mediante la corruzione delle idee e dei costumi grazie ad ipotetica una cospirazione segreta;
3. del piano massonico di poter giungere ad avere “un Papa secondo i bisogni della Massoneria”;
4. infine della rivoluzione religiosa, che vorrebbe cancellare il Cristianesimo.

Dopo aver descritto il nemico contro cui i cattolici dovrebbero combattere, monsignor Delassus, nel secondo volume spiega come si dovrebbe arginare nella società il disordine (sia sociale che personale) che secondo l'autore si starebbe spargendo per il mondo. Queste "armi" sarebbero: la grazia di Dio affiancata da una la riforma interiore e personale; il ritorno al realismo della conoscenza e al linguaggio sincero (che esprima in maniera chiara e inequivocabile le idee che conoscono la realtà); la riconquista della nozione del peccato originale e delle ferite della natura umana; il ristabilire l'idea dell'autorità nelle anime, e che le idee democratiche di libertà, di diritti dell'uomo, di sovranità del popolo siano combattute.

## Opere
- La conjuration antichrétienne, le temple maçonnique voulant s'élever sur les ruines de l'Eglise catholique
- Le problème de l'heure présente[3]
- Vérités sociales et erreurs démocratiques
- Les pourquoi de la première guerre mondiale
- L'esprit familial, dans la maison, dans la cité et dans l'Etat
- L'américanisme
- La mission posthume de Sainte Jeanne d'Arc et le règne social de Notre Seigneur Jésus-Christ

Tutti questi lavori sono stati ripubblicati in francese dalla casa editrice Saint-Remi.